# Peter Gallagher
Peter Killian Gallagher (ur. 19 sierpnia 1955 w Nowym Jorku) – amerykański aktor i wokalista irlandzkiego pochodzenia.

## Życiorys

### Wczesne lata
Urodził się jako trzecie dziecko, podczas huraganu w szpitalu Lenox Hill na wschodniej stronie Manhattanu w rodzinie irlandzkich katolików. Jego ojciec biznesmen Thomas Francis Gallagher Jr., który dorastał w stanie Pensylwania, był synem górnika. Jego matka Mary Ann (z domu O’Shea), z zawodu bakteriolog, pracowała w wojskowym szpitalu Walter Reed w Waszyngtonie.
Po jego narodzeniu, rodzina przeprowadziła się z nowojorskiego Bronksu do nowego mieszkania przy 85 Bronx River Road w Yonkers, w stanie Nowy Jork. Po raz pierwszy zetknął się z teatrem w szkole średniej Byram Hills High School w Armonk. W 1977 po ukończeniu studiów ekonomicznych na Tufts University w Bostonie, w stanie Massachusetts, zadebiutował na scenie Broadwayu jako Danny Zuko w musicalu Grease (1978). Podczas studiów śpiewał w rockowej grupie The Beelzebubs. Przez jeden semestr uczęszczał na University of California w Berkeley, w stanie Kalifornia. Ukończył New England Conservatory of Music w Bostonie, w stanie Massachusetts oraz Actors Studio w Nowym Jorku.

### Kariera
Po występach w broadwayowskich przedstawieniach takich jak Hair, Inny kraj (Another Country, 1983), Jak życie lalki (A Doll’s Life, 1983) Henryka Ibsena, Prawdziwe coś (The Real Thing, 1984) z Glenn Close, U kresu dnia (Long Day’s Journey Into Night, 1986) z Jackiem Lemmonem i Kevinem Spacey, stał się cenionym aktorem scenicznym.
Pierwszą jego ważną rolą filmową była postać typowego yuppie, aroganckiego cudzołożnika i adwokata w dramacie Stevena Soderbergha Seks, kłamstwa i kasety wideo (Sex, Lies and Videotape, 1989). Na ekranie specjalizował się potem w charakterystycznych rolach dobrych lub złych facetów, uroczych, nieco cynicznych spryciarzy, supermęskich i w głębi duszy szlachetnych, m.in. zagrał potencjalnego karierowicza w komedii Roberta Altmana Gracz (Player, 1992) i poczciwego nieznajomego, który w wyniku wypadku na peronie popada w śpiączkę i trafia do szpitala w komedii romantycznej Ja cię kocham, a ty śpisz (While You Were Sleeping, 1995) z Sandrą Bullock. Odniósł artystyczny sukces rolą egotystycznego sprzedawcy nieruchomości i kochanka w dramacie American Beauty (1999). W jego grze można się dopatrzyć łagodnej parodii, w której objawił poczucie humoru.
W 2002 wziął udział w produkcji off-Broadwayowskiej Uniewinniony.
W lipcu 2004, dzięki telewizyjnej roli Sandy’ego Cohena w serialu Warner Bros. Życie na fali (The O.C., 2003–2007), zajął 25. miejsce wśród 50 najlepszych telewizyjnych ojców wszech czasów magazynu „TV Guide”.
8 listopada 2005 roku ukazał się jego debiutancki solowy album pt. „7 Days In Memphis” (Ardent Studios w Memphis, Tennessee, wyd. Sony BMG), poprzedzony singlem „Still I Long for Your Kiss” i piosenką „Don’t Give Up On Me”.
W marcu 2015 wrócił na broadwayowską scenę jako bankrutujący producent teatralny Oscar Jaffe w musicalu Napoleon na Broadwayu (On the Twentieth Century).

### Życie prywatne
Od 1983 roku jest żonaty z Paulą Harwood, producentką muzyki wideo. Mają dwoje dzieci: syna Jamesa (ur. 1990) i córkę Catherine (ur. w lipcu 1993).

## Nagrody
- 1983: Theatre World Award, sztuka Jak życie lalki (A Doll’s Life)
- 1984: Clarence Derwent Award, sztuka Prawdziwe coś (The Real Thing)
- 1999: Online Film Critics Society: Najlepszy całokształt, film American Beauty
- 1999: Screen Actors Guild: (Theatrical Motion Picture), film American Beauty

## Filmografia

### Filmy fabularne
- 1980: The Idolmaker jako Caesare
- 1982: Letni kochankowie (Summer Lovers) jako Michael Pappas
- 1985: Malice w cudownym świecie (Malice in Wonderland) jako Dennis Riley
- 1985: Dziecięce marzenie (Dreamchild) jako Jack Dolan
- 1986: Moja mała dziewczynka (My Little Girl) jako Kai
- 1988: Zjawy (High Spirits) jako Brother Tony
- 1989: Seks, kłamstwa i kasety wideo (Sex, Lies, and Videotape) jako John Melaney
- 1990: Ciotka Julia i skryba (Tune in Tomorrow) jako Richard Quince
- 1992: Gracz (The Player) jako Larry Levy
- 1992: Bob Roberts jako Dan Riley
- 1993: Malice jako Dennis Riley
- 1993: Na skróty (Short Cuts) jako Stormy Weathers
- 1993: Chłopcy mamusi (Mother’s Boys) jako Robert Madigan
- 1993: Obserwują to (Watch It) jako John
- 1994: Hudsucker Proxy (The Hudsucker Proxy) jako Barman-Beatnik
- 1994: Pani Parker i Krąg Jej Przyjaciół (Mrs. Parker and the Vicious Circle) jako Alan Campbell
- 1995: Ryzykowne związki (Cafe Society) jako Jack Kale
- 1995: Na samym dnie (Underneath) jako Michael Chambers
- 1995: Ja cię kocham, a ty śpisz (While You Were Sleeping) jako Peter Callaghan
- 1996: Miłość z marzeń (To Gillian on Her 37th Birthday) jako David Lewis
- 1996: Cena nadziei (Last Dance) jako John Hayes
- 1997: Człowiek który wiedział za mało (The Man Who Knew Too Little) jako James „Jimmy” Ritchie
- 1998: Śmierć w obiektywie (Johnny Skidmarks) jako Johny Scardino
- 1999: Dom na Przeklętym Wzgórzu (House on Haunted Hill) jako Donald Blackburn
- 1999: American Beauty jako Buddy Kane
- 2000: Światła sceny (Center Stage) jako Jonathan Reeves
- 2000: Inne głosy (Other Voices) jako Jordin
- 2001: Perfumy (Perfume) jako Guido
- 2001: Ochrona (Protection) jako Ted
- 2002: Pan Deeds – Milioner z przypadku (Mr. Deeds) jako Chuck Cedar
- 2002: Przygody Tomcio Palucha i Calineczki (The Adventures of Tom Thumb and Thumbelina, film animowany) jako Mole King (głos)
- 2003: Uwierz w miłość (How to Deal) jako Len Martin
- 2006: Untitled Nick Cannon Project
- 2009: Adam jako Marty Buchwald
- 2010: Burleska (Burlesque) jako Vince Scali
- 2012: Step up 4 Revolution jako ojciec Emily
- 2017: Złe mamuśki 2: Jak przetrwać święta jako Hank Redmond
- 2019: After jako Ken Scott

### Filmy telewizyjne
- 1980: Paskuda (Skag) jako John Skagska
- 1982: Osobiste zadowolenie (Private Contentment) jako Logan Melton
- 1984: Okropny Joe Moran (Terrible Joe Moran) jako Nick
- 1987: U kresu dnia (Long Day’s Journey Into Night) jako Edmund Tyrone
- 1988: Zabójstwo Mary Phagan (The Murder of Mary Phagan) jako Leo Frank
- 1988: Sąd wojenny 'Bunt na okręcie' (The Caine Mutiny Court-Martial) jako komandor John Challee
- 1988: Wielkie ostrze (The Big Knife) jako Charles Castle
- 1988: Przyjadę do domu na święta (I’ll Be Home for Christmas) jako Aaron
- 1990: Podwójna zdrada (Love and Lies) jako David West
- 1991: Spóźnieni na obiad (Late for Dinner) jako Bob Freeman
- 1991: Gabinet Doktora Ramireza (The Cabinet of Dr. Ramirez) jako Matt
- 1991: Milena jako Pollak
- 1991: Niewygodny świadek (An Inconvenient Woman) jako Philip Quennell
- 1994: Biała mila (White Mile) jako Jack Robbins
- 1996: Titanic jako Wynn Park
- 1997: Droga do raju: Nieznana historia zamachu na WTC (Path to Paradise: The Untold Story of the World Trade Center Bombing) jako John Anticev
- 1998: Odważni na nowy świat (Brave New World) jako Bernard Marx
- 1998: Gość (Host) jako Joe
- 1999: Braterstwo zabójców (Brotherhood of Murder) jako Bob Mathews
- 2000: Prezydencki pat (The Last Debate) jako Tom Chapman
- 2000: Zakochany anioł (Cupid & Cate) jako Harry
- 2001: Biesiada wszystkich świętych (Feast of All Saints) jako Philippe Ferronaire
- 2003: Jak opowieść dwóch żon (Double Bill) jako Bill Goodman

### Seriale telewizyjne
- 1979: Guiding Light jako Chuck Haskell
- 1980: Paskuda (Skag) jako John Skagska
- 1993: Upadłe anioły (Fallen Angels) – nowela The Frightening Frammis jako Mitch Allison i nowela The Quiet Room jako dr Yorgrau
- 1998: Superman (animowany) jako Kurt (głos)
- 1998: Zabójstwo: Uliczne życie (Homicide: Life on the Street) jako Chris Rawls
- 1998: Tajemnica życia człowieka (The Secret Lives of Men) jako Michael
- 2001: Family Guy jako Jared (głos)
- 2003–2007: Życie na fali (The O.C.) jako Sandy Cohen
- 2006: Robot Chicken – głos
- 2009: Californication jako dziekan Stacy Koons
- 2010: Wołanie o pomoc jako ojciec Phil Gallagher
- 2010–2014: Kamuflaż jako Arthur Campbell
- 2011: Whitney jako Vince
- 2012: Jak poznałem waszą matkę jako profesor Vinick
- 2015: Żona idealna jako Ethan Carver
- 2015–2016: Bliskość jako Larry Kosinski
- 2016: Jess i chłopaki jako Gavin Schmidt
- 2014–: Prawo i porządek: sekcja specjalna jako zastępca szefa William Dodds
- 2017–: Grace i Frankie jako Nick Skolka
- 2018: Murphy Brown jako John Haggerty
- 2018: The Gifted: Naznaczeni jako Benedict Ryan
- 2019: The Conners jako Brian Foster

### Filmy dokumentalne
- 2006: Broadway: Kolejne pokolenie (Broadway: The Next Generation)
- 2001: Mój ulubiony Broadway: piosenki miłosne (My Favorite Broadway: The Love Songs)
- 2000: American Beauty: Look Closer